# أيدع بالي
أيدع بالي (الاسم العلمي: Dracaena ballyi)، هو نوع من النباتات العُصاريَّة موطنها كينيا وتنزانيا. تنمو في وُرَيْدَات صغيرة بأوراق لها شرائط ملونة وحواف حادة. جُمعت في الأصل بواسطة بيتر بالي Peter Bally في عام 1963 وزُرعت لفترة طويلة بوصفها نبات منزلي، وتم وصفها علميًا في عام 2004